# Sambwa Pida Nbagui
Sambwa Pida Nbagui (Geburtsname: Jules Fontaine Sambwa; * 12. November 1940 in Coquilhatville, Belgisch-Kongo; † 4. März 1998 in Brüssel) war ein zairischer Politiker der Revolutionären Volksbewegung MPR (Mouvement Populaire de la Révolution), der unter anderem 1988 als Erster Staatskommissar Ministerpräsident von Zaire war.

## Leben
Jules Fontaine Sambwa absolvierte ein Studium der Wirtschafts- und Finanzwissenschaften an der Université libre de Bruxelles (ULB) und war nach dessen Abschluss von 1967 bis 1969 Wirtschaftsberater Büro im Präsident Mobutu Sese Seko. Er trat der am 17. April 1967 von Mobutu gegründeten Revolutionären Volksbewegung MPR (Mouvement Populaire de la Révolution) bei und war von 1969 bis 1970 Berater der Zentralbank (Banque centrale du Zaire). Im Anschluss wurde er im September 1970 Nachfolger von Albert Ndele als Gouverneur der Banque centrale du Zaire und übte diese Funktion bis zu seiner Ablösung durch Charles Bofossa Wambea Nkosso im August 1977 aus. Im Zuge der von Mobutu durchgeführten Afrikanisierung änderte er seinen Namen in Sambwa Pida Nbagui und war er von März 1977 bis August 1980 stellvertretender Generaldirektor des Präsidialbüros. Im August 1980 wurde er als Nachfolger von Jules Croy Emony Mondanga abermals Gouverneur der Zentralbank und bekleidete diesen Posten bis April 1985 aus, woraufhin Pierre Pay-Pay wa Syakasighe seine Nachfolge antrat.
1985 wurde Sambwa in der Regierung von Kengo Wa Dondo zunächst Minister für Wirtschaft und Industrie (Commissaire d’État à l’Économie et à l’Industrie) und war im Anschluss von April 1985 bis September 1987 Planungsminister (Commissaire d’État au Plan). Nachdem er daraufhin Vize-Premierminister für die Bereiche Wirtschaft und Währung war, wurde er am 7. März 1988 Nachfolger von Mabi Mulumba als Erster Staatskommissar (Premier commissaire d’État) und damit als Ministerpräsident von Zaire. Diesen Posten übte er bis zu seiner Ablösung durch Kengo Wa Dondo am 26. November 1988 aus. Im Anschluss fungierte er zwischen November 1988 und Januar 1990 als Präsident des Rechnungshofes (Cour de comptes). Während der Amtszeit von Premierminister Étienne Tshisekedi bekleidete er vom 2. bis 9. April 1997 als Finanzminister.